# Aardbeving Pakistan 2011
De aardbeving in Pakistan van januari 2011 was een zware aardbeving die zich voordeed op 19 januari 2011 lokale tijd (18 januari 2011 UTC) in het zuidwesten van de Pakistaanse provincie Beloetsjistan. De beving had een kracht van 7,2 op de momentmagnitudeschaal. Het epicentrum lag maar 45 kilometer van de stad Dalbandin. Twee vrouwen kwamen om het leven in de stad Quetta.
Januari: Pakistan (19 januari) - 
Februari: Christchurch (21 februari) - 
Maart: Yunnan (10 maart) · Japan (11 maart) · Myanmar (24 maart) -
April: Java (3 april) · Naschok Japan (7 april) - 
Mei: Spanje (11 mei) - 
Oktober: Turkije (23 oktober)